# Pupnat
Pupnat je naselje na otoku Korčula (Hrvaška), ki upravno spada pod mesto Korčula; le-ta pa spada pod Dubrovniško-neretvansko županijo.

## Geografija
Pupnat je naselje  v notranjosti vzhodnega dela otoka. Leži ob cesti, ki poteka od Korčule do Vele Luke, v dolini med griči in je izhodišče za pohode na najvišji vrh na otoku, na 569 mnm visoko »Klupco«, do naselja Račišće na severni, ali zaselka Pupnatska Luka na južni obali otoka.

## Gospodarstvo
Prebivalci Pupnata se ukvarjajo s poljedelstvom, vinogradništvo in turizmom. Pupnatičani so lastniki zaliva »Kneža«, ki leži pri naselju   Kneža ob Pelješkem kanalu, kjer so zgradili turistične hiše.

## Zgodovina
Cerkev »Sv. Jurija«, ki stiji ob pokopališču, se v starih listinah prvič omenja 1383.

## Demografija
| Pregled števila prebivalcev po letih | Pregled števila prebivalcev po letih | Pregled števila prebivalcev po letih | Pregled števila prebivalcev po letih | Pregled števila prebivalcev po letih | Pregled števila prebivalcev po letih | Pregled števila prebivalcev po letih | Pregled števila prebivalcev po letih | Pregled števila prebivalcev po letih | Pregled števila prebivalcev po letih | Pregled števila prebivalcev po letih | Pregled števila prebivalcev po letih | Pregled števila prebivalcev po letih | Pregled števila prebivalcev po letih | Pregled števila prebivalcev po letih |
| ------------------------------------ | ------------------------------------ | ------------------------------------ | ------------------------------------ | ------------------------------------ | ------------------------------------ | ------------------------------------ | ------------------------------------ | ------------------------------------ | ------------------------------------ | ------------------------------------ | ------------------------------------ | ------------------------------------ | ------------------------------------ | ------------------------------------ |
| 1857                                 | 1869                                 | 1880                                 | 1890                                 | 1900                                 | 1910                                 | 1921                                 | 1931                                 | 1948                                 | 1953                                 | 1961                                 | 1971                                 | 1981                                 | 1991                                 | 2001                                 |
| 355                                  | 425                                  | 505                                  | 578                                  | 666                                  | 786                                  | 786                                  | 756                                  | 767                                  | 758                                  | 691                                  | 772                                  | 512                                  | 488                                  | 433                                  |